# ۱۳۰۸ (میلادی)
۱۳۰۸ (میلادی) هزار و سیصد  و هشتمین سال تقویم میلادی است.

## درگذشتگان
‎